# Karl Goedeke
Karl Friedrich Ludwig Goedeke, född den 15 april 1814 i Celle, död den 27 oktober 1887 i Göttingen, var en tysk litteraturhistoriker.
Goedeke blev 1872 extra ordinarie professor i litteraturhistoria i Göttingen. Han började sin litterära verksamhet som lyriker, övergick med den på tidshänsyftningar rika König Codrus. Eine Missgeburt der Zeit (1838) till lustspelet i Platens stil, skrev Novellen (1841), men ägnade sig snart åt utgivarverksamhet och litteraturhistoriska arbeten. Han sammanställde flera förträffliga antologier, bland vilka märks Deutschlands Dichter von 1813-1843 (1844) och Elf Bücher deutscher Dichtung (1849), utgav 1867-1876 en historiskt kritisk upplaga av Schiller och skrev en rad monografiska arbeten i tysk litteraturhistoria, Adolph Freiherr von Knigge (1844), Pamphilus Gengenbach (1856), Emanuel Geibel (I, 1869) och Gottfried August Bürger in Göttingen und Gellinghausen (1873). Goedekes huvudverk är det utomordentligt rikhaltiga, översiktliga och även nya synpunkter och uppslag givande Grundriss zur Geschichte der deutschen Dichtung aus den Quellen (3 band, 1856-1881). En omarbetning och utvidgning av detta oumbärliga arbete sysselsatte honom ända till hans död, då han medhunnit den nya upplagans tre första band (1884-1887), till vilka ytterligare fem lades av hans efterföljare Goetze och Muncker (1889-1904).